# セツナセイ
セツナセイは、日本の作家である。
代表作に『魔王討伐すら出来る俺、異世界最強の賭博師になる』がある。

## 概要
周囲が苦手だと語っていた国語の作文が好きだったことから、文章を執筆するような仕事に就きたいと考えたことか、執筆活動を始めたきっかけだったと話している。
10代のときに一度だけ30ページほどの短編を応募したこともあるが、落選した。
第23回スニーカー大賞《春》では作品「煉獄のパルプ○テ」で特別賞を受賞し、後に同作を『魔王討伐すら出来る俺、異世界最強の賭博師になる』に改題して2018年にデビューしている。
ペンネームは、好きな言葉と10年後に公開できるような中二病的な響きが気に入ったことから名付けたと話している。

## 作品一覧
- 『魔王討伐すら出来る俺、異世界最強の賭博師になる』（イラスト: mmu、2018年12月1日、角川スニーカー文庫〈KADOKAWA〉、ISBN 9784041078358）[3]